# Мирослав Антич
Мирослав Мика Антич (14 март 1932, Мокрин – 24 юни 1986, Нови Сад) е сръбски поет, детски писател, художник.
В родния Мокрин посещава основно училище, завършва гимназия в Кикинда и Панчево, а университет в Белград. Живее в Нови Сад. Преди да стане известен се занимава с различни дейности – бил е моряк, работил е в куклен театър. Освен с писане се занимава и с живопис, кино и журналистика. Бил е главен редактор на „Ритъм“ и „Невен“, „Дневник“ в Белград и „Младото поколение“ в Нови Сад.

## Делото на Антич
В един разговор Мика Антич казва, че е чел много поети, които са повлияли на творчеството му, но са малко онези, които са му останали добри и вечни приятели. В детската литература никога не се разочарова от Сент-Екзюпери. В своето творчество, както Екзюпери, Антич показва колко са ценни малките неща, които възрастните не забелязват. Той пише за дребните неща заобикалящи човека, които той, обременен от ежедневната си рутина, не успява да забележи.
В обръщение към децата той казва: „Моите стихове не са стихове, а писма до всеки един от вас. Те не са в тези думи, а в самите вас. Думите служат само като ключове, с които да се отключи врата, зад която стои поезия — вече изживяна, вече завършена, вече много пъти казана и чакаща затворена, някой да я освободи.“
Режисьор е на филмите „Доручак са ђаволом“/ „Закуска с дявола“, „Свети песак“/ „Свещеният пясък“, „Широко је лишће“ / „Листата са широки“, „Страшан лав“ / „Страшният лъв“. Пише драми и един рото роман.

## Творчество
- Стихотворението „Плави чуперак“ („Рус кичур“), Мика Антич
- „Војводина“ /„Войводина“
- „Испричано за пролеће“ / „Разказано за пролетта“ (1951)
- „Рождество твоје“ / „Твоето рождество“
- „Плаво небо“ / „Синьо небе“
- „Насмејани свет“ /„Усмихнат свят“ (1955)
- „Псовке нежности“ / „Псувни на нежността“
- „Концерт за 1001 бубањ“ (песме) /„Концерт за 1001 барабана“ (стихове) (1962)
- „Мит о птици“ /„Мит за птицата“
- „Шашава књига“ / „Шашава книга“ (1972)
- „Издајство лирике“ / „Предателството на поезията“

За деца
- „Плави чуперак“ / „Рус кичур“ (1965)
- „Хороскоп“ / „Хороскоп“ (1983)
- „Прва љубав“ / „Първа любов“ (1978)
- „Гарави сокак“ / „Мургав сокак“ (1973)
- „Живели прекосутра“ / „Да сме живи и вдругиден“ (1974)
- „Плава звезда“ / „Синя звезда“

## Награди
За всичките си творби получава многобройни признания от които: две награди „Невен“, награда за цялостно творчество за поезия за деца, наградата на Горан, наградата на „Стериино позорие“, Златна арена за филмов сценарий, награда „Освобождение на Войводина“, орден за заслуга към народа и др.